# Hartmut Glenk
Hartmut Glenk (* 11. April 1955 in Klafeld-Geisweid, Kreis Siegen, Nordrhein-Westfalen; † 25. Januar 2020) war ein deutscher Rechtswissenschaftler, Dozent und Publizist. Glenk war zunächst als Handelslehrer, Leiter großer Bildungseinrichtungen und Wirtschaftsjurist tätig, mit Spezialisierung im Genossenschaftsrecht.

## Lehrtätigkeit
Von 1990 (bis 2013) zunächst an der FHTW Berlin: Rechtsfragen der Unternehmensgründung und Unternehmenskrise, parallel dazu: Lehraufträge an der Humboldt-Universität zu Berlin (Unternehmensrecht, Unternehmensrechtsschutz, Genossenschaftsrecht) sowie FHVR Berlin (Fachbereich Polizeivollzugsdienst: Kriminologie – Wirtschaftsstrafrecht, Führungslehre der Polizei). Dozent der Deutschen AnwaltAkademie: Bankrecht, Bankprüfung, Bankaufsichtsrecht; Wirtschafts- und Steuerstrafrecht.
Besondere Vorträge/Seminare:
- Strategische Unternehmensführung (Thyssen Handelsunion)
- Postreform – eine betriebswirtschaftliche Herausforderung: juristische und betriebswirtschaftlichen Anmerkungen zur Umstrukturierung eines Staatskonzerns (FH Post/Telekom Berlin)
- Rechtsfragen des Outsourcing im industriellen Großkonzern (Thyssen AG)

Glenk war seit 1996 Direktor des Instituts für Genossenschaftswesen und Bankwirtschaft Siegen/Berlin (IGB), Bankdirektor E.h. und veröffentlichte mehr als 140 fachjuristische Beiträge.

## Veröffentlichungen

### Monographien
- Die eingetragene Genossenschaft – systematische Darstellung. Verlag C.H. Beck, München 1996, ISBN 3-406-40114-7.
- Genossenschaftsrecht – Systematik und Praxis des Genossenschaftswesens. Verlag C. H. Beck, 2. Auflage, München 2013, ISBN 978-3-406-63313-3.
- Arbeits- und Dienstverträge mit Führungskräften: Geschäftsführer, Vorstände und leitende Abgestellte. WRS-Verlag, Planegg/München 1998, ISBN 3-8092-1312-8.
- Bankaufsichtsrecht. Deutsches Anwaltsinstitut (DAI), Düsseldorf 2015.
- Rechtsschutz im Bank- und Kapitalmarkt. Deutsches Anwaltsinstitut (DAI), Bochum 2016.
- Effektiver Rechtsschutz gegen die Bank. Deutsche AnwaltAkademie (Träger: Deutscher Anwaltverein), Düsseldorf 2018.

### Textsammlungen mit umfangreicher Einführung bzw. Kurzkommentierung
Genossenschaftsrecht
- GenR – Genossenschaftsrecht, Genossenschaftsgesetz und weitere Vorschriften. Textausgabe. (= Beck-Texte im dtv). 5., überarbeitete Auflage. München 2013, ISBN 978-3-423-05584-0. (Ergänzend zum Lehr- und Praxishandbuch „Genossenschaftsrecht“)

Zwangsvollstreckungsrecht
- ZVR – Zwangsvollstreckungsrecht, Textausgabe. (= Beck-Texte im dtv). 4., überarbeitete Auflage, München 2010.

### Zeitschriften
Mehr als 140 Beiträge (Schwerpunkte: Unternehmensrecht, Bankrecht, Wirtschaftsstrafrecht, Mietrecht und Zwangsvollstreckungsrecht) in Zeitschriften der Verlagsgruppen C. H. Beck, Wolters Kluwer, Dr. Otto Schmidt; umfassende Rezensionen juristischer Werke. Glenk war Stammautor der Zeitschrift für das gesamte Kreditwesen – Pflichtblatt der Frankfurter Wertpapierbörse (ZfgK) ISSN 0341-4019.

## Gutachten
für Banken und zur Vorlage bei Gerichten und Versicherungen:
- zur Frage der Sorgfaltspflichtverletzung von Bankvorständen;
- zur Schadensersatzpflicht von Bankvorständen;
- zur Frage, inwieweit eine beabsichtigte Fusion mit den Mitgliederinteressen, zu vereinbaren ist;
- zur Frage des § 5 Abs. 1 Nr. 8 UmwG „besonderer Vorteil“;
- zur Frage der Untreue gem. § 266 StGB von Bankvorständen
- zur Frage des Kreditbetruges gem. § 265b StGB